# Основ'янський міст
Основ'янський міст — міст через річку Лопань на території Харкова, адміністративні райони Новобаварський і Основ'янський. Знаходиться на  Москалівській вулиці. Лівим берегом річки Лопань під мостом прокладено також залізничну колію.

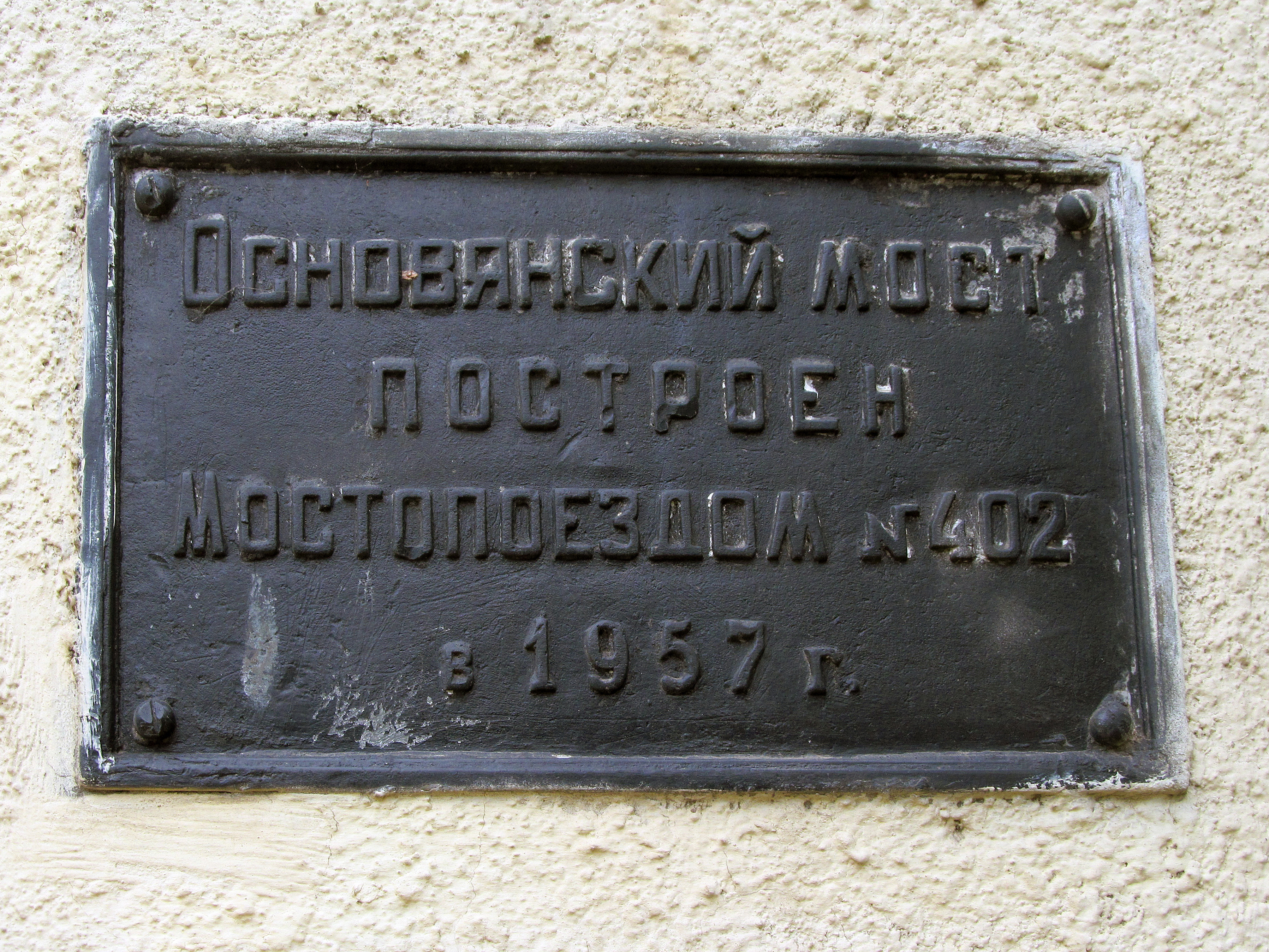
Анотаційна табличка Основ'янського мосту

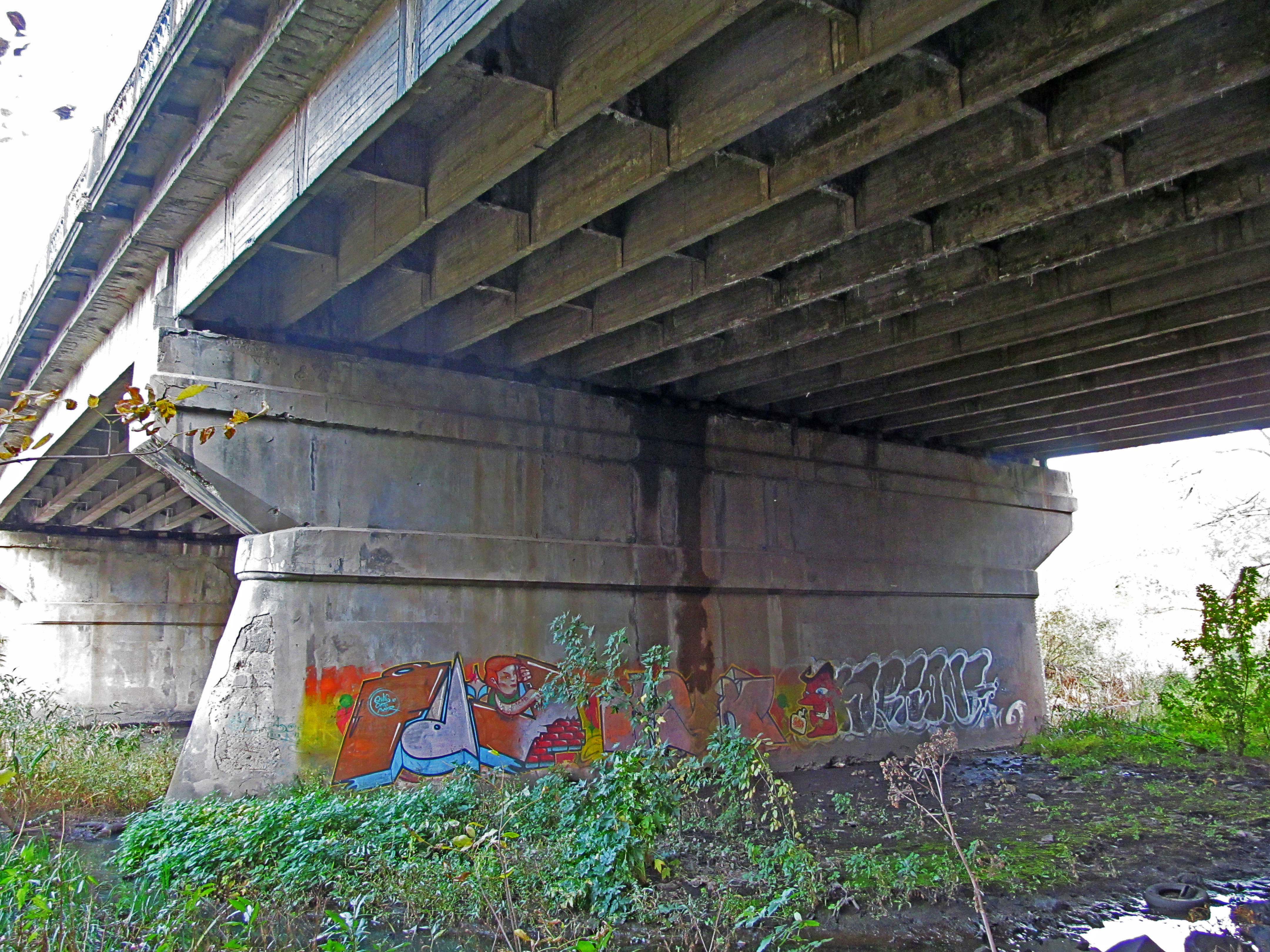
Конструкції мосту

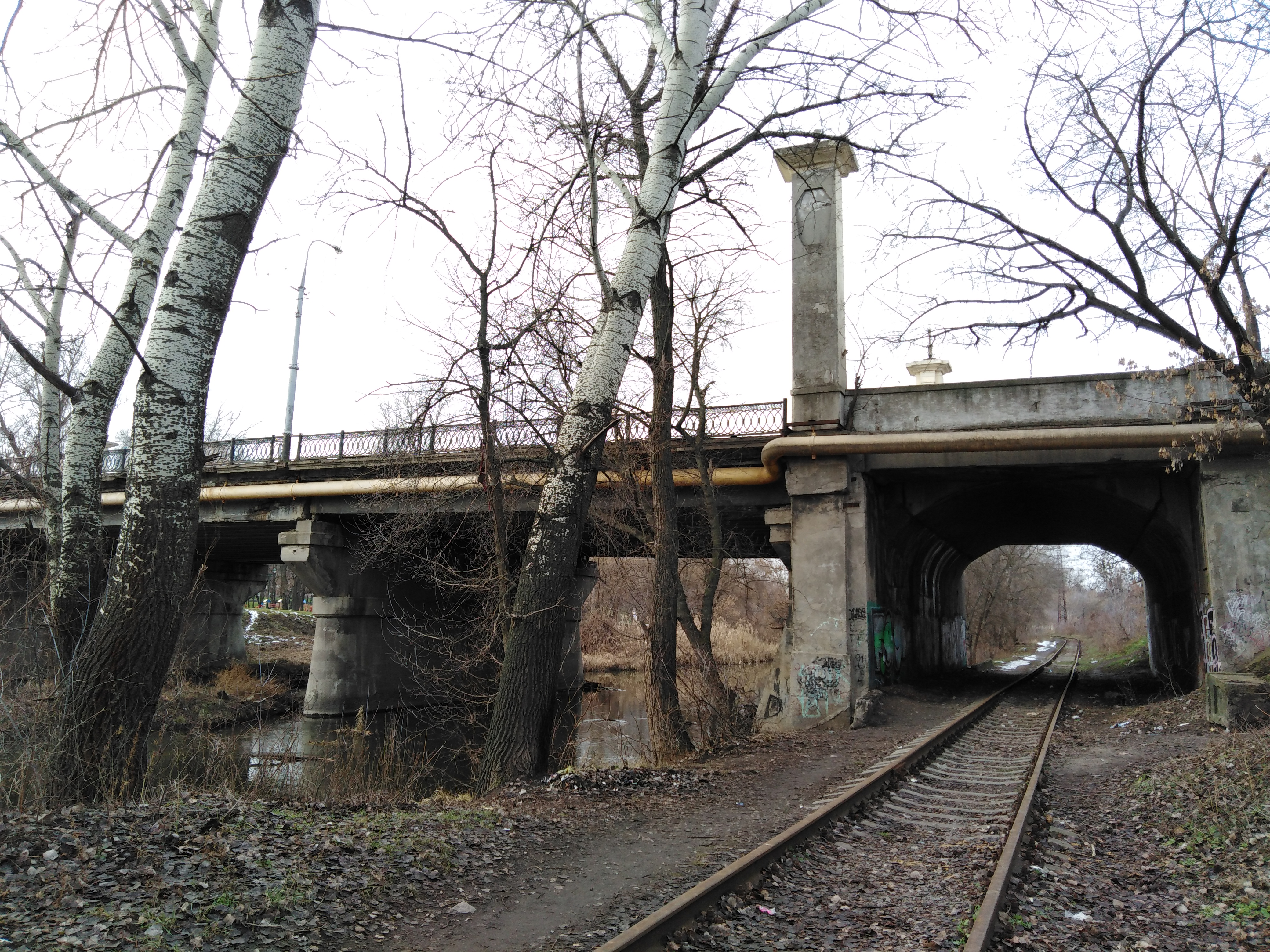
Залізничний тунель в масиві мосту

Міст, що існує сьогодні, побудований в 1957 р. мостопоїздом № 402, про що свідчить анотаційна табличка. Крім автотранспорта, мостом курсує трамвай (№№ 3, 7, 27).
Назву мосту офіційно затверджено рішенням міськради від 22 червня 2012 р.

## Історія

Міст на мапі 1896 року

Міст на мапі 1924 року

Основ'янський міст не завжди розташовувався на тому місці, де ми бачимо його зараз. Принаймні, на мапі 1896 р. він розташований трохи вище за течією, приблизно напроти Володимирської вулиці. На мапі 1924 р. він уже знаходиться на Москалівській вулиці.
На поч. XX століття міська влада не бажала опікуватись мостом. Ні місто Харків, ані земство не погоджувалися визнавати Основ'янський міст своєю територією . 9 грудня 1906 р. губернське земське зібрання ухвалило виключити Основ'янський міст і дамбу через річку Лопань з числа дорожніх споруд Харківської губернії. Відповідно до цієї постанови міст становився на облік міського управління. 2 травня 1908 р. харківська дума знову відмовилася приймати у земства міст, наполягаючи на його приналежності до земства, що було підтверджено думою вже 29 жовтня 1910 р. .
У 1909 році пресою знову було піднято питання по дебатах міста та земства щодо Основ'янського мосту. Було відзначено, що на прилеглих мостових теренах і на самому мосту «бруд по коліно і геть нікому немає діла». Губернатор вирішив суперечки, віднісши міст до міста і зобов'язавши міську управу зайнятися виправленням і очищенням мосту. Прилеглі мостові терени були розподілені між містом (з боку Москалівки) і земством (з боку Основи)  .
Питання про «лагодження» мосту залишилося не вирішеним . Управа заявила про свою відмову проводити будь-які роботи без виділення відповідних кредитів. На 1911 рік міст усе ще перебував у неналежному стані   .
|                                      | Як і раніше, на мосту "красуються" дірки ... |
| — - писала в 1911 харківська преса . |                                              |

У минулому біля моста була розташована кінцева зупинка трамваю № 1. .